# Wilhelm Paul Corssen
Wilhelm Paul Corssen (Brema, 20 gennaio 1820 – 18 giugno 1875) è stato un filologo classico tedesco, famoso per i suoi lavori sulle lingue latina ed etrusca.

## Biografia
Corssen era nato a Brema e si trasferì seguendo il padre che svolgeva un'attività di commerciante, a Schwedt nel Regno di Prussia, dove ricevette la sua educazione scolastica. Dopo aver frequentato per qualche tempo lo Joachimsthal-Gymnasium a Berlino, dove i suoi interessi nella filologia erano stati stimolati dal rettore, Meinike, si iscrisse all'università, dove studiò subendo l'influenza di Philipp August Böckh e Karl Lachmann.
La sua prima pubblicazione importante è Origines poesis romanae ("Origini della poesia romana"), con cui ottenne il premio offerto dalle facoltà filosofica dell'università.
Nel 1846 fu chiamato a Stettino, dove per circa due anni aveva tenuto un corso superiopre al gymnasium, per occupare ora il posto di lettore nell'accademia reale di Pforta (comunemente chiamata Schulpforta), e qui continuò la propria attività per i venti anni successivi.
Nel 1854 vinse un premio offerto dalla reale Accademia delle scienze prussiana per il miglior lavoro sulla pronuncia e sull'accento del latino, un trattato che immediatamente divenne famoso, pubblicato con il titolo Über Aussprache, Vocalismus, und Betonung der lateinischen Sprache (1858-1859), e che venne considerato un lavoro dei più eruditi e magistrali del suo dipartimento. Questo lavoro fu seguito nel 1863 da Kritische Beiträge zur lateinischen Formenlehre, cui seguì un supplemento nel 1866 con il titolo Kritische Nachtrage zur lateinischen Formenlehre.
Nella discussione delle pronuncia del latino fu naturalmente portato a considerare i vari vecchi dialetti italiani ed i risultati delle sue investigazioni apparvero in diverse comunicazioni nella pubblicazione  Zeitschrift fur vergleichende Schriftforschung di Adalbert Kuhn.
La salute cagionevole lo obbligò ad abbandonare la sua cattedra a Pforta e a ritornare a Berlino nel 1866, ma ciò quasi non ridusse la sua attività di letterato. Nel 1867 pubblicò un elaborato studio archeologico intitolato Alterthumer und Kunstdenkmale des Gistercienserklosters St Marien und der Landesschule Pforta, in cui raccolse assieme tutto il materiale che riuscì a trovare sulla storia dell'accademia di Pforta, la cosiddetta "Eton tedesca", e nel 1868-1869 rilasciò una nuova edizione della sua opera sulla pronuncia latina.
Già da giovane era stato attratto dallo studio sulle testimonianze della civiltà etrusca ed in varie occasioni esplicitò la propria opinione su singoli aspetti; ma non fu che dopo il 1870 che ebbe l'opportunità di visitare l'Italia e completò le sue conoscenze per un trattamento formale del soggetto nella sua interezza con la visita personale dei monumenti. Nel 1874 apparse il primo volume di Über die Sprache der Etrusker, in cui con grande creatività ed erudizione cercò di provare che la lingua etrusca era imparentata con quella dei Romani. Prima che il secondo volume (pubblicato postumo a cura di Adalbert Kuhn) avesse ricevuto gli ultimi ritocchi di sua mano, morì nel 1875.

## Influenza su Friedrich Nietzsche
Ne Il crepuscolo degli idoli ("Ciò che devo agli antichi") Friedrich Nietzsche, che era stato educato al  Schulpforta, rivolge un omaggio a Corssen nella discussione della sua educazione e del suo stile letterario:
(Friedrich Nietzsche, Il crepuscolo degli idoli)

## Opere
- Origines poesis romanae (1844)
- Über Aussprache, Vokalismus und Betonung der lateinischen Sprache, Lipsia: B. G. Teubner, 1858-59
- De volscorum lingua, 1858
- Kritische Beiträge zur lateinischen Formenlehre, 1863
- Kritische Nachträge zur lateinischen Formenlehre, Lipsia: B. G. Teubner, 1866
- Iscrizione sepolcrale etrusca di Tresivio nella Valtellina, in Bollettino dell'Istituto di corrispondenza archeologica, Roma, 1871
- Über die Sprache der Etrusker, 1874-75
- Beiträge zur italienischen Sprachkunde pubblicato postumo nel 1878, a cura di: Hugo Weber